# MIDS

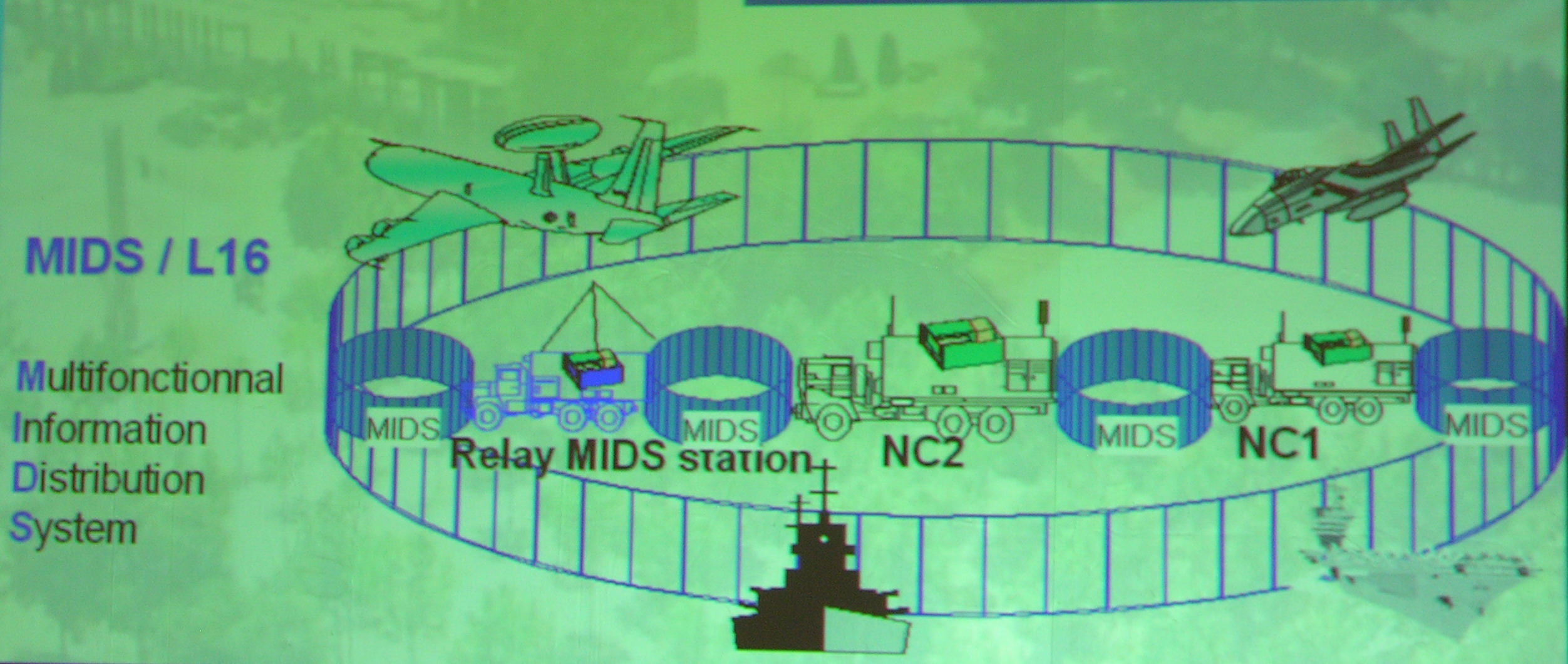
Концепція застосування MIDS

MIDS (англ. Multifunctional Information Distribution System) — багатофункціональна розподілена інформаційна система, що використовується в НАТО. По суті MIDS — це тактична система комунікацій, що поєднує різні типи інформаційних платформ у спільну тактичну мережу передачі даних. Згідно STANAG 5516, протокол Link 16 визначений як один з цифрових сервісів MIDS.

## Термінал MIDS
Для підключення до MIDS використовуються спеціальні термінали. Відповідні термінали є на літаках F-18, Tornado, в ЗРК SAMP/T, фрегаті Horison та інших бойових засобах. Технічні характеристики терміналу MIDS вказані в STANAG 4175.